# The Lord of the Rings: Gollum
The Lord of the Rings: Gollum is een action-adventure ontwikkeld door Daedalic Entertainment en uitgebracht in samenwerking met Nacon. Het spel speelt zich af in de fictieve wereld van Midden-aarde, bedacht door J.R.R. Tolkien, in de periode tussen De Hobbit en In de ban van de ring. De speler bestuurt het personage Gollem in zijn zoektocht naar Bilbo Balings om de Ene Ring terug in bezit te krijgen. Het spel werd uitgebracht op 25 mei 2023 voor PlayStation 4, PlayStation 5, Windows, Xbox One en Xbox Series. Omwille van de slechte kritieken werden de plannen om een tweede "Lords of the Rings"-spel geschrapt en werd de ontwikkelstudio zelfs opgedoekt waardoor Daedelic Entertainment sindsdien enkel een verdeler is van computerspellen ontwikkeld door derden.

## Verhaal
In het jaar 3017 van de Derde Era, 66 jaar nadat Bilbo Balings de Ene Ring in handen kreeg, vertelt Gollem wat er de voorbije 5 jaar is gebeurd. In 3012 is hij in Mordor waar hij in de doemberg enkele orks in een hinderlaag wil overmeesteren, maar wordt zelf het slachtoffer. Drie Nazgûl dwingen hem om hen te vertellen dat de ring zich in de gouw bevindt.
Gollem wordt in Barad-dûr als slaaf ingezet waar hij wordt opgeleid door een zwakzinnige. Gollem kan de plannen van de toren stelen en blaast een brug op in de hoop te ontsnappen, maar wordt gevangengenomen door de orks. Hij wordt ter dood veroordeeld door de "candle man", maar wordt vrijgesproken nadat hij beweert dat de zwakzinnige of een ork eten stal.
Gollem geraakt bevriend met een nieuwe gevangene met wie hij ontsnapt uit Mordor. Zijn vriend wordt slachtoffer van Shelob die hem opeet.
Gollem wordt gevangengenomen door de elfen van het Demsterwold en ondervraagd door Gandalf. Gollem ontmoet er de blinde elf Mell en kan hem overtuigen om samen te vertrekken. Ze trachten uit te zoeken welke magie het Demsterwold beschermd, maar worden gevonden door de "candle man". Laatstgenoemde wil de magie van Sauron in bezit krijgen, maar wordt gestopt door Gollem. Gollem gaat op zoek naar de gouw, maar geraakt opgesloten in de mijnen van Moria.